# 北美黃橡
北美黃橡，又名錐栗橡，在早期文獻中該物種常被記載為。原產地為美國、加拿大和墨西哥，分佈範圍北至佛蒙特州、明尼蘇達州和安大略省南部 ，南至西佛羅里達、科阿韋拉州和伊達爾戈州，西至的新墨西哥州的北美洲東部和中部地區。

## 描述
北美黃橡高20至45公尺，樹冠尖拱形。樹皮為淺灰棕色和扁平鱗片狀。幼枝多毛。葉片兩側各有8至13個維管束。葉片上部維黃綠色，下部是白色的絨毛。葉柄長5.1至10.2公分
。

### 與矮錐栗橡和栗橡之比較
北美黃橡與較小且相似的矮錐栗橡(Quercus prinoides)有密切相關性。北美黃橡為喬木或少部份為灌木，但矮錐栗橡為一種生長緩慢，形成克隆林的灌木。這兩個物種通常生長在不同的土壤及地質中：北美黃橡常見於白堊質土壤和岩坡上，而矮錐栗橡通常見於酸性基質和沙子、沙質土壤和乾頁岩上。
北美黃橡亦容易與栗橡混淆。但是與北美黃橡的尖齒樹葉不同的是栗橡樹葉通常為圓齒。兩者的樹皮也十分不同：北美黃橡的樹皮為片狀呈灰色，與北美白橡非常相似，且因北美白橡的樹皮有時亦呈現棕褐色，因此該品種偶爾誤稱之為北美黃橡；而栗橡則為深色、堅實的樹皮。北美黃橡橡子也比栗橡及與其相似之樹種如沼澤栗橡(Quercus michauxii)來的碩大許多。

### 特徵
北美黃橡的主要特徵包括：
- 果實：橡子，單生或成對，無柄或有柄，3.8至5.1公分，成熟期需1年，在9月或10月成熟為栗褐色。彀斗包覆大約一半的橡子，為栗褐色或黑色。[4]
- 樹皮：薄，扁平鱗片狀，淺灰色有時略帶淡黃褐色。
- 葉基：寬楔形或圓形。[4]
- 葉脈和竇：整齊的分佈。[4]
- 葉：長5至15公分，寬4至8公分，尖齒狀，長圓形、倒卵形或披針形，無剛毛。[4]
- 花：雌雄同株異花；花在四月至五月下旬或六月初開花。雄蕊為從葉腋生長之葇荑花序，而雌蕊亦為從葉腋中生長出來。[4]

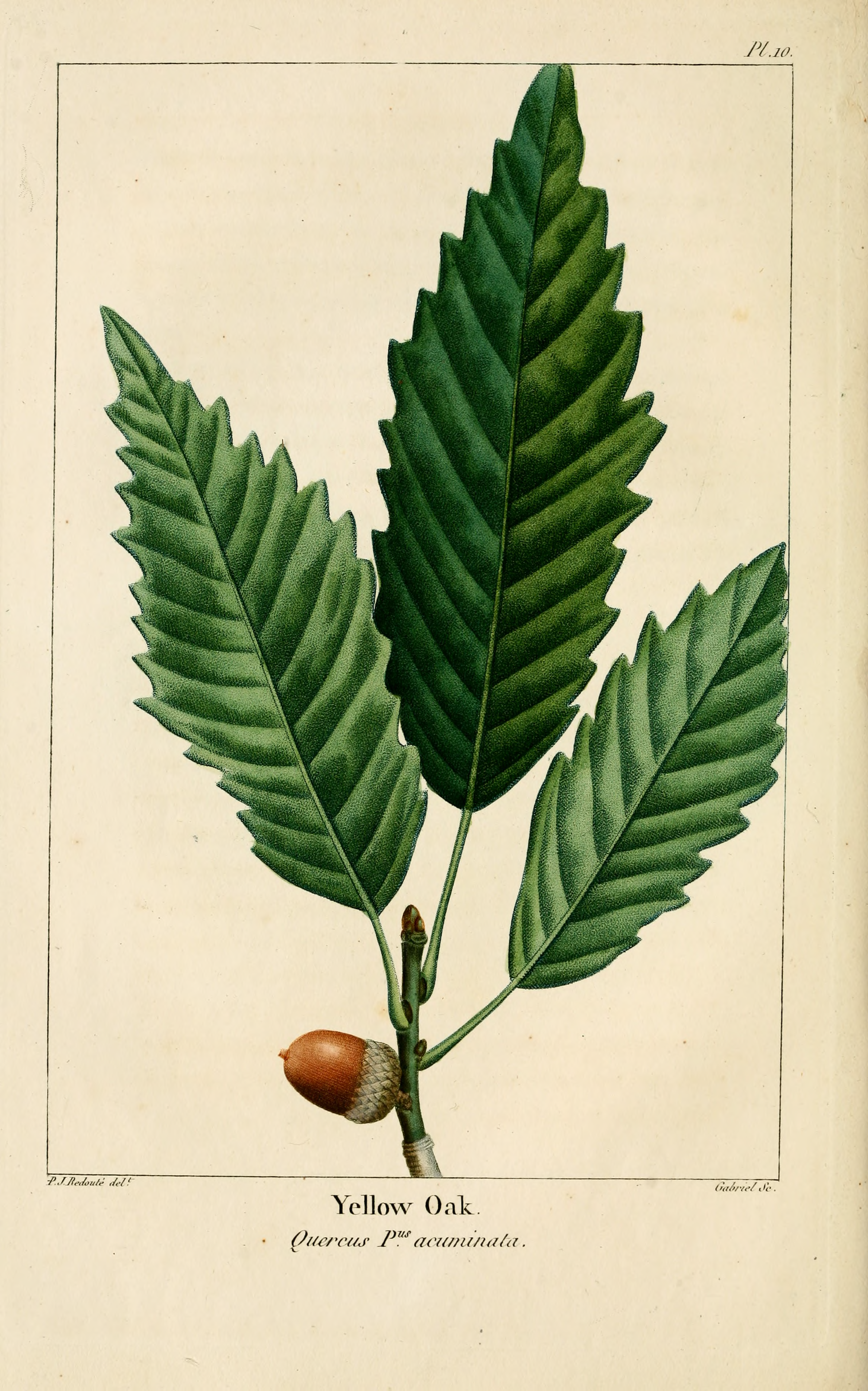
北美黃橡歷史插圖(版10,1812)
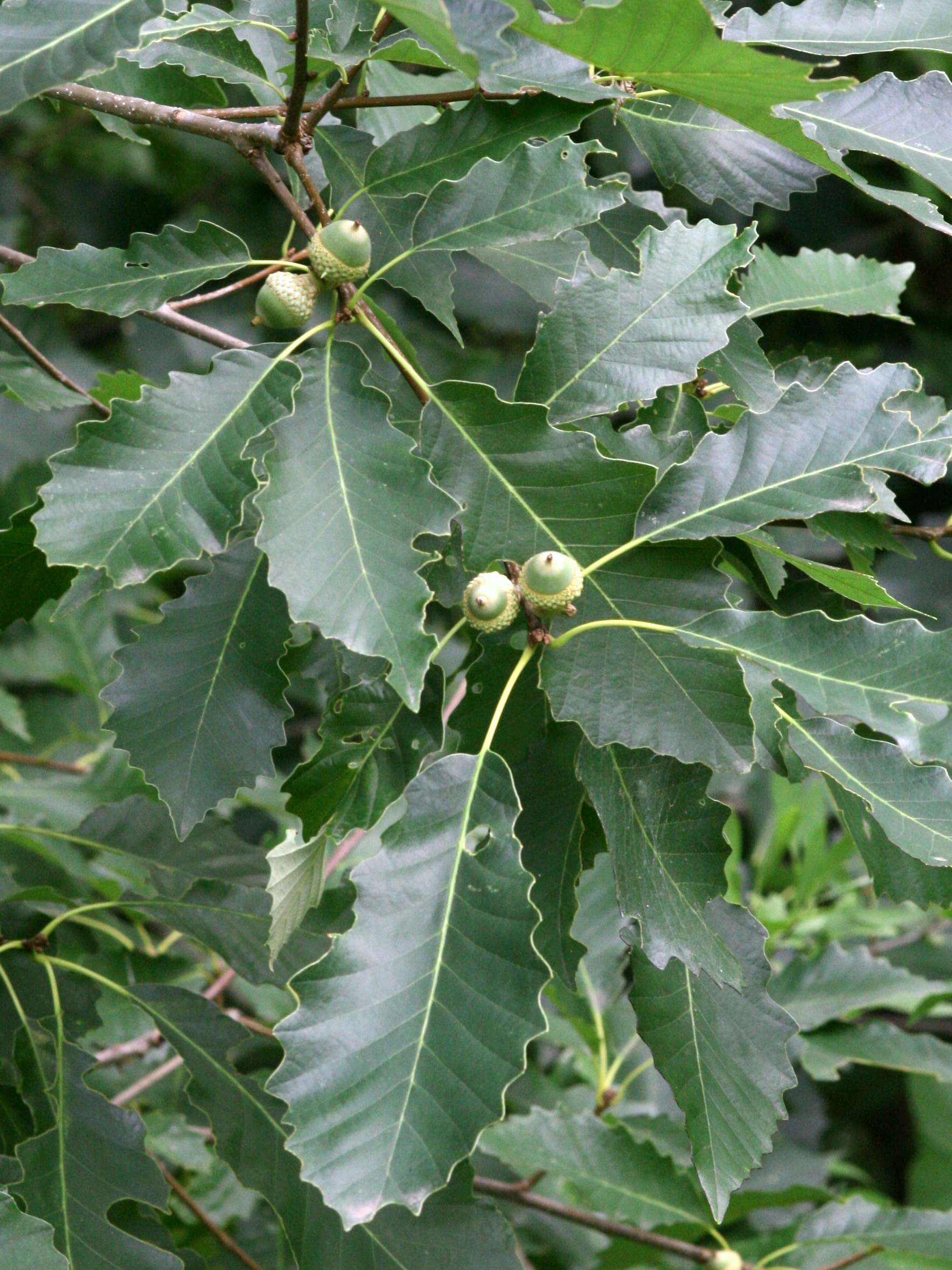
北美黃橡的樹葉及未成熟的橡實
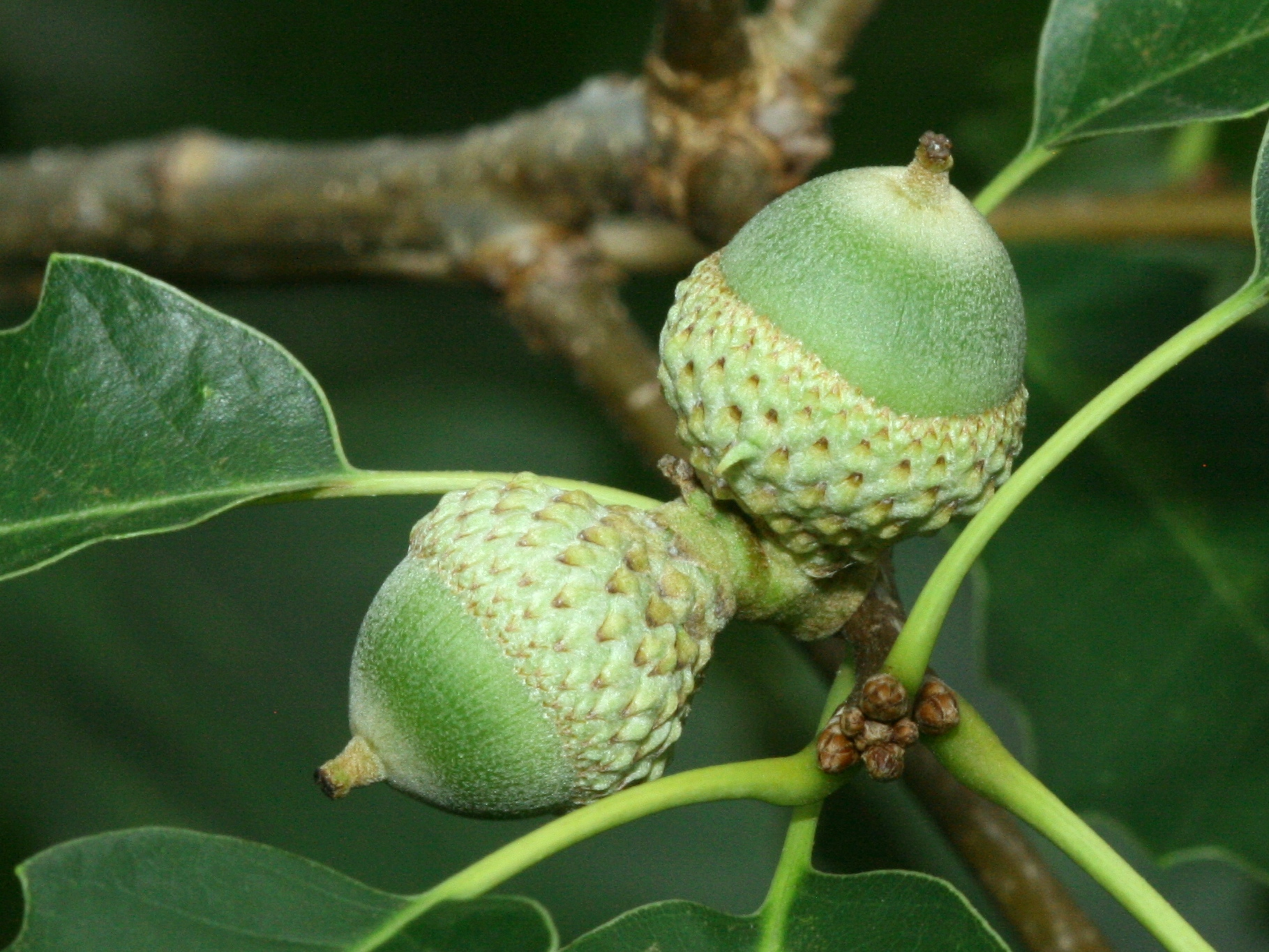
未成熟的橡實
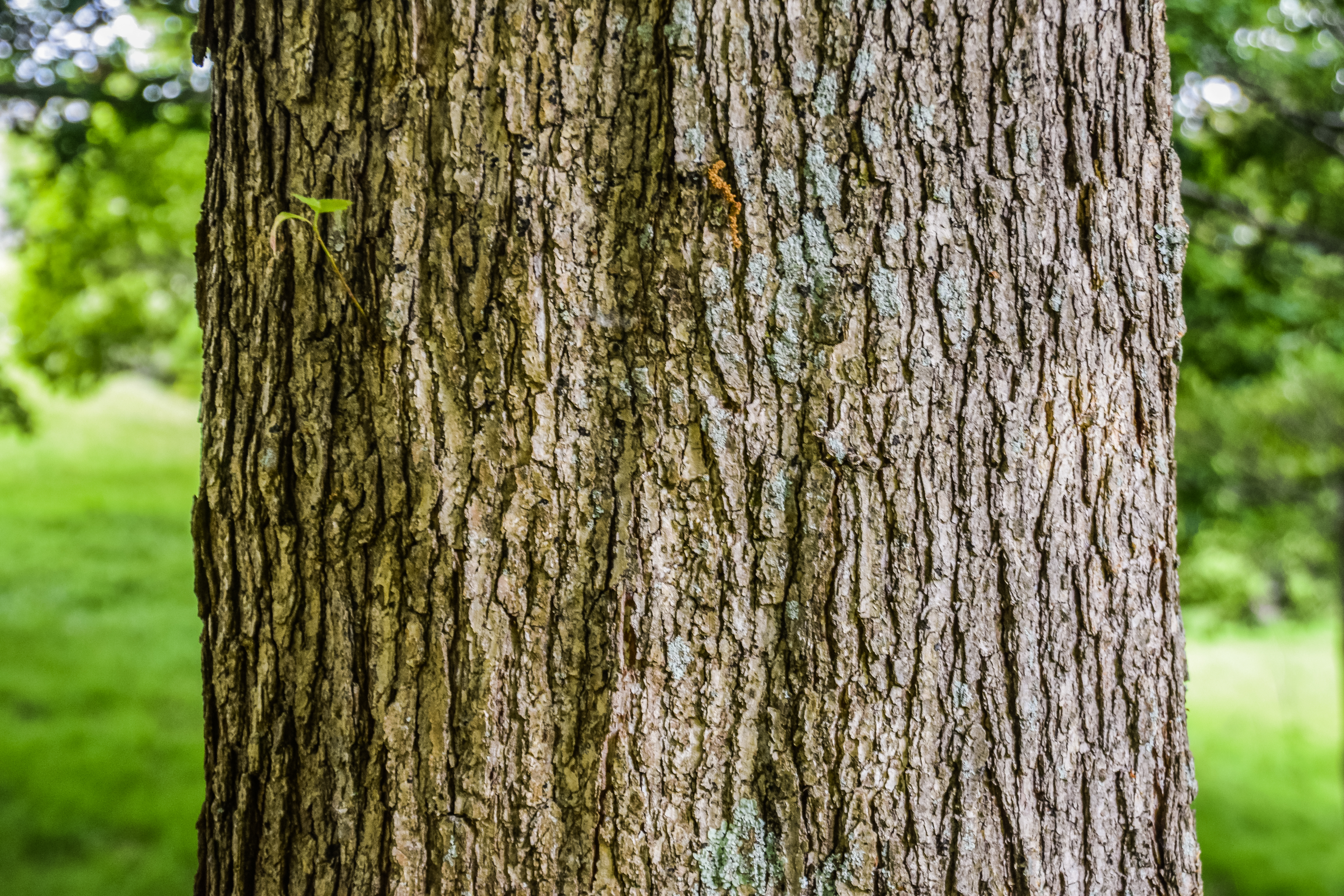
北美黃橡的樹皮
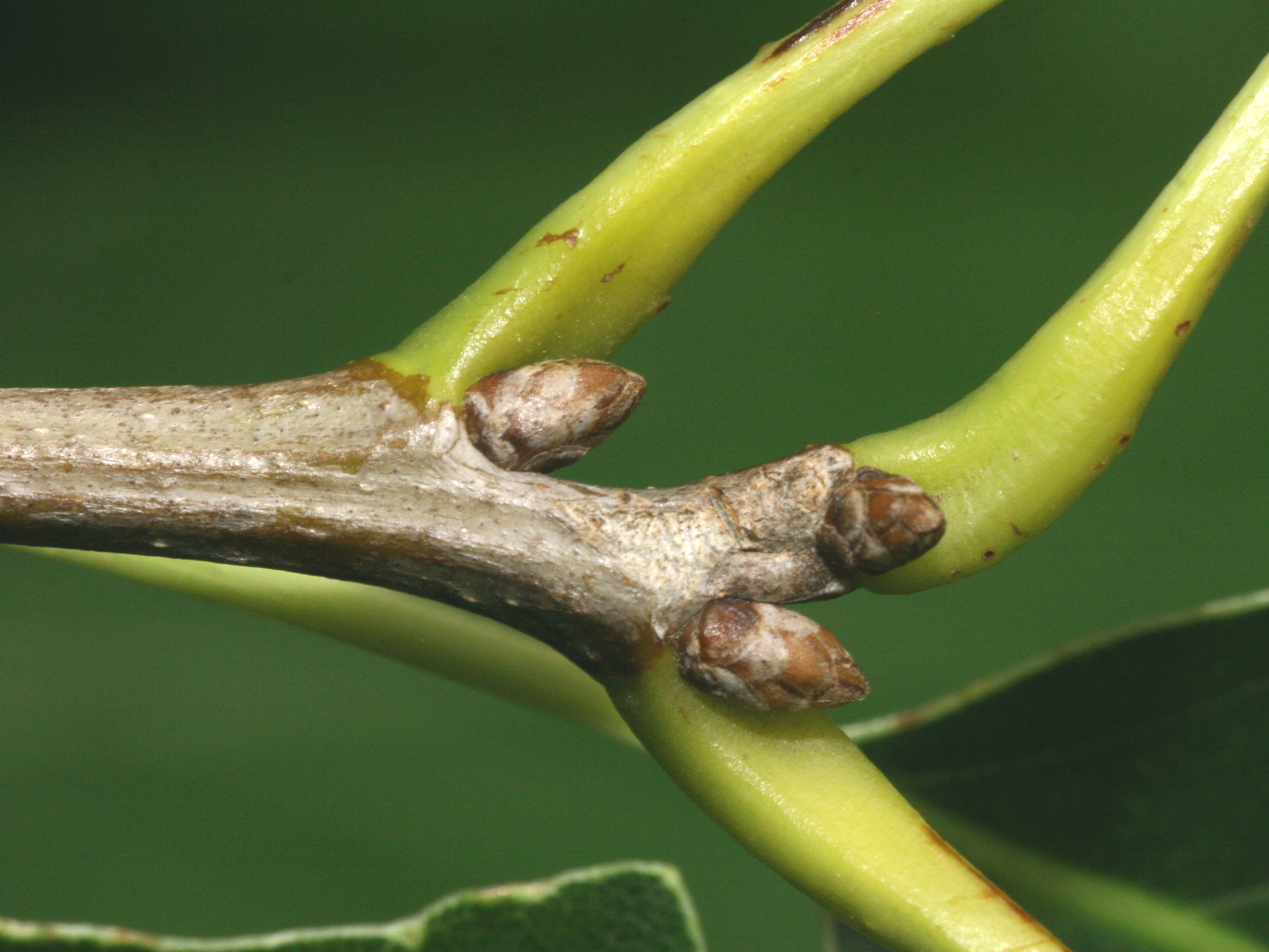
嫩芽
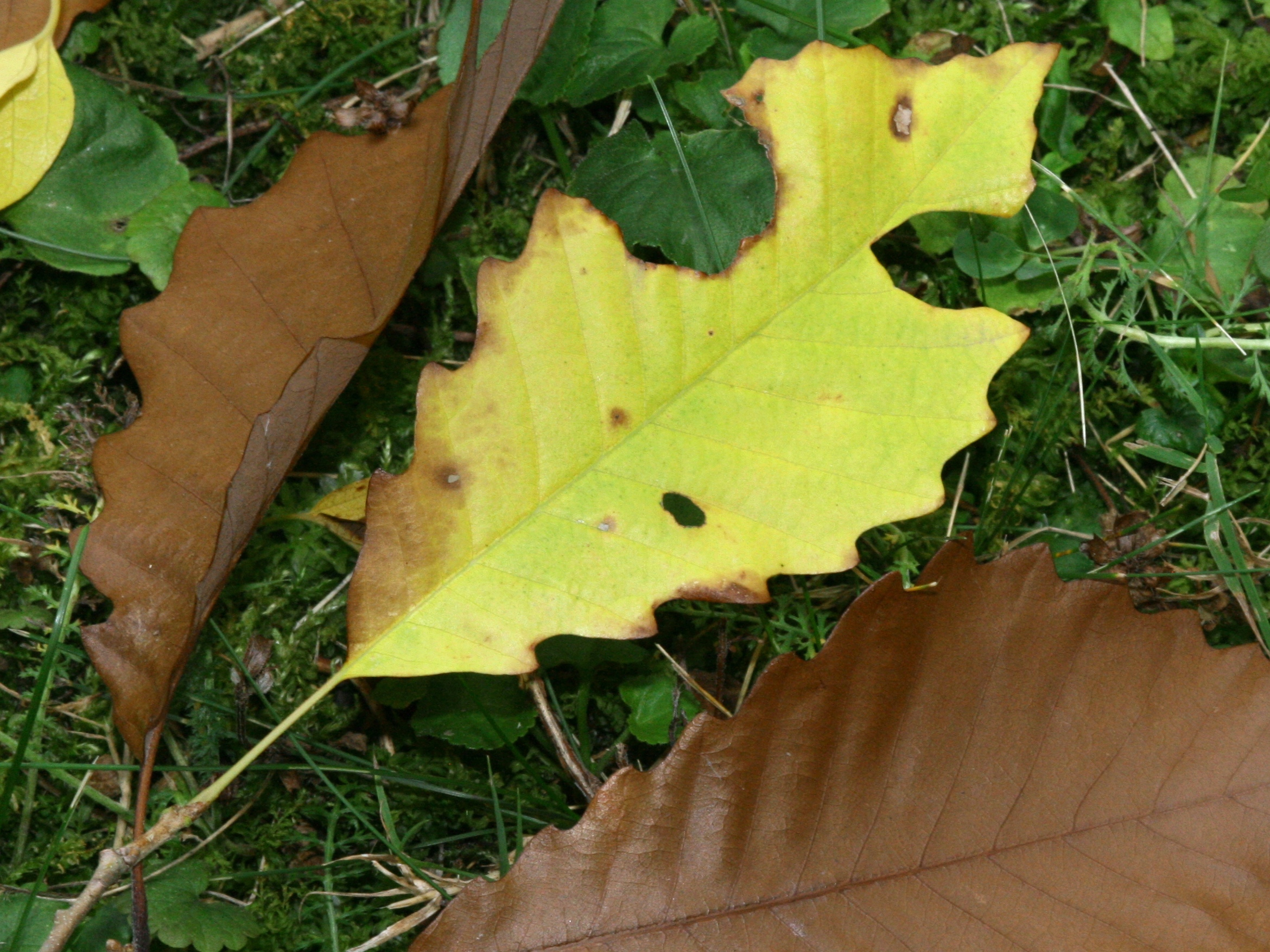
遭蟲蛀的落葉

## 生態關係

### 土壤及地形
北美黃橡通常生長於擁有排水良好白堊質土壤或石灰石裸落的高地，偶爾在河岸排水良好的白堊質土壤中發現它。北美黃橡通常生長土壤pH值為弱酸(pH約6.5)至鹼性(pH 7.0以上)的土壤中。北美黃橡可在海拔0到2300公尺的北美洲北方和南方生長，但在溫暖的南方地區更為常見，但在阿帕拉契山的高海拔地區則相當少見或以至於不存在。

### 競爭
北美黃橡為不耐蔭涼之樹種，年輕時僅可承受中等陰影，但是隨著年齡的增長，它對陰影的耐受性將更高。北美黃橡容易成為乾旱土壤上的頂極群落物種，尤其是在白堊質土壤上。雖然在潮濕的白堊質土壤中亦可成為頂極群落的組成部分，但是許多北美黃橡生長的潮濕森林上大多以被梣樹、楓樹和山毛櫸等頂極群落物種所取代。

## 應用

### 木材
像其他白橡亞屬物種一樣，北美黃橡的木材也是一種耐用的硬木，並在多種類型的建築領域備受推崇。

### 野生動物食物
北美黃橡以其甜美可口的橡子而聞名，因其薄殼內的核仁是所有橡樹中最甜的，即使以生食方式食用也具有極好的味道，提供了如溝鼠、灰松鼠、白尾鹿、草原田鼠、野生火雞、美東花栗鼠等生物食用，進而成為野生動物和人類極佳的食物來源。

## 文獻
- . IPNI. Royal Botanic Gardens, Kew; Harvard University Herbaria & Libraries; Australian National Botanic Gardens.
- . Flora of North America (FNA) (Missouri Botanical Garden) –eFloras.org.
- . Flora of Missouri (Missouri Botanical Garden) –eFloras.org.
- Anonymous. 1986. List-Based Rec., Soil Conserv. Serv., U.S.D.A. Database of the U.S.D.A., Beltsville.
- CONABIO. 2009. Catálogo taxonómico de especies de México. 1. In Capital Nat. México. CONABIO, Mexico City.
- Correll, D. S. & M. C. Johnston. 1970. Man. Vasc. Pl. Texas i–xv, 1–1881. The University of Texas at Dallas, Richardson.
- Fernald, M. 1950. Manual (ed. 8) i–lxiv, 1–1632. American Book Co., New York.
- Flora of North America Editorial Committee, e. 1997. Magnoliidae and Hamamelidae. Fl. N. Amer. 3: i–xxiii, 1–590.
- Gleason, H. A. & A.J. Cronquist. 1991. Man. Vasc. Pl. N.E. U.S. (ed. 2) i–910. New York Botanical Garden, Bronx.
- Great Plains Flora Association. 1986. Fl. Great Plains i–vii, 1–1392. University Press of Kansas, Lawrence.
- Radford, A. E., H. E. Ahles & C. R. Bell. 1968. Man. Vasc. Fl. Carolinas i–lxi, 1–1183. University of North Carolina Press, Chapel Hill.
- Small, J. K. 1933. Man. S.E. Fl. i–xxii, 1–1554. Published by the Author, New York. View in BotanicusView in Biodiversity Heritage Library
- Voss, E. G. 1985. Michigan Flora. Part II Dicots (Saururaceae-Cornaceae). Bull. Cranbrook Inst. Sci. 59. xix + 724.
- Wunderlin, R. P. 1998. Guide Vasc. Pl. Florida i–x, 1–806. University Press of Florida, Gainesville.